# LKB-Produkter
LKB-Produkter AB var ett svenskt företag som framför allt tillverkade instrument för laboratorier och medicinska tillämpningar, men som även var verksamt inom livsmedelsteknik och läkemedelsområdet.

## Historik
Grunden till företaget var den forskning som bedrivits vid Uppsala universitet av nobelpristagarna The Svedberg och Arne Tiselius och som resulterat i flera olika separationsmetoder. I takt med att metoderna fick ökad användning fanns det behov av att börja tillverka instrumenten industriellt. Uppsalaforskarna lyckades väcka intresse hos flera kemirelaterade företag, och snus- och tobakshandlaren Robert Ljunglöf, och LKB-Produkter Fabriksaktiebolag bildades 1943. Namnet LKB var en förkortning av Liljeholmens-Kema-Bryggerierna, efter de centrala intressenterna.
Företaget var senare börsnoterat, men köptes 1986 av Pharmacia som hade närliggande verksamhet. Bland annat hade LKB-Produkter tillverkat instrument som utnyttjade separationsprodukter från Pharmacia, exempelvis den dextranbaserade gelen Sephadex.
Delar av verksamheten bildade Pharmacia LKB Biotechnology AB, men efter senare omstruktureringar inom Pharmacia-koncernen slutade namnet LKB att användas. Efter flera företagsaffärer med Pharmacias före detta verksamheter återfinns delar av den tidigare LKB-verksamheten idag i GE Healthcare.
Företaget fusionerades med Pfizer Health AB den 1 november 2003.

## Verkställande direktörer
- 1943-1951: Harry Brynielsson
- 1967-1974: Ulf Stålklint
- 1974–1979: Torbjörn Ek
- 1979-1987: Stig Stendahl